# Draba lattinicciae
Draba lattinicciae là một loài thực vật có hoa trong họ Cải. Loài này được Gamisans mô tả khoa học đầu tiên năm 1971.